# 스리랑카얼룩무늬아기사슴
스리랑카얼룩무늬아기사슴(Moschiola meminna)은 작은사슴과에 속하는 우제류의 일종이다. 특히 오래된 문헌에서 스리랑카얼룩무늬아기사슴(M. meminna)은 흔히 얼룩무늬아기사슴 전체를 의미하곤 했다. 머리에서 몸까지 몸길이는 55~60cm 정도이다. 희미한 진흙빛 갈색을 3~4개의 줄무늬 반점이 길이 방향으로 길게 나 있다.